# Ulvsta, Hudiksvalls kommun
Ulvsta är en bebyggelse i Hälsingtuna socken i Hudiksvalls kommun. Från 2015 till 2020 avgränsder SCB här en småort.